# Colostygia albidissima
Colostygia albidissima är en fjärilsart som beskrevs av Embrik Strand 1920. Colostygia albidissima ingår i släktet Colostygia och familjen mätare. Inga underarter finns listade i Catalogue of Life.